# Vesicularia ochracea
Vesicularia ochracea är en bladmossart som beskrevs av Kyuichi Sakurai 1938. Vesicularia ochracea ingår i släktet Vesicularia och familjen Hypnaceae. Inga underarter finns listade i Catalogue of Life.